# 上庸県
上庸県（じょうよう-けん）は、中国にかつて存在した県。現在の湖北省十堰市竹山県の南西部、楮河北岸地域に相当する。

## 歴史
紀元前611年、楚が庸を滅ぼし、庸の故地に上庸邑が設置された。
紀元前221年、秦朝は全国に36郡を設置、上庸県は漢中郡の管轄とされた。新代に上庸部と改称されたが、後漢が成立すると再び上庸県に改称され、上庸郡の管轄とされた。220年（建安25年）には新城郡に移管された。
三国時代の228年（太和2年）、魏は上庸・武陵・北巫の3県に上庸郡を設置、郡治を上庸県に設置したが、その2年後には上庸郡は鍚郡に編入された。237年（景初元年）、魏興郡魏陽県及び鍚郡の安富県と上庸県に上庸郡を設置したが、嘉平年間に廃止、259年（甘露4年）に再設置された。
南北朝時代、北周により上庸県は孔陽県と改称された。598年（開皇18年）、隋により上庸県と再改称され、房州に属した。
宋代の986年（雍熙3年）、上庸県は竹山県に統合され、上庸県の名称は消滅している。
| 前の行政区画 庸 | 陝西省の歴史的地名 前611年 - 986年 | 次の行政区画 竹山県 |